# Барановицька область
Бара́новицька область — адміністративна одиниця на території Білоруської РСР, яка існувала з 4 грудня 1939 до 8 січня 1954 року, коли була ліквідована в ході процесу збільшення областей. Розташовувалась у центрі та південному заході республіки.
Адміністративний центр — місто Барановичі.
Утворена указом Президії Верховної Ради СРСР від 4 грудня 1939 року на території колишнього Новогрудського воєводства Речі Посполитої після приєднання Західної Білорусі до БРСР.
8 січня 1954 року указом Президії Верховної Ради СРСР область ліквідована, а адміністративні райони увійшли до складу Брестської, Гродненської, Мінської та Молодечненської областей. Місто Барановичі увійшло до складу Брестської області.

## Адміністративний поділ
Первинно область поділялась на 8 повітів: Барановицький, Воложинський, Лідський, Несвізький, Новогрудський, Слонімський, Столбцовський і Щучинський. 1940 року повіти були ліквідовані, а область розділили на райони: Битенський, Валєвський, Василішківський, Воложинський, Вороновський, Городищенський, Дятловський, Желудоцький, Зельвенський, Івенецький, Ів'євський, Клецький, Козловщинський, Лідський, Любченський, Ляховицький, Мирський, Мостовський, Несвізький, Новогрудський, Новомиський, Радунський, Слонімський, Столбцовський, Щучинський та Юратишковський. Наприкінці цього ж року Валєвський район був перейменований на Кореліцький.
1944 року до Гродненської області були передані Василишківський, Вороновський, Желудоцький, Зельвенський, Ів'євський, Лідський, Любченський, Мирський, Мостовський, Радунський та Щучинський райони, а Воложинський, Ів'євський та Юратишковський райони увійшли до складу Молодечненської області.